# 스티븐 소더버그
스티븐 소더버그(Steven Soderbergh, 1963년 1월 14일 ~ )는 미국의 영화 감독이다. 대표 작품으로는 《에린 브로코비치》와 《트래픽》이 있으며 오스카상 수상자이다.

## 감독
- 2025년: 더 크리스토퍼스
- 2025년: 블랙 백
- 2024년: 프레젠스
- 2023년: 매직 마이크 3 (Magic Mike's Last Dance)
- 2022년: 키미 (KIMI)
- 2021년: 노 서든 무브 (No Sudden Move)
- 2020년: 렛 뎀 올 토크 (Let Them All Talk)
- 2019년: 시크릿 세탁소 (The Laundromat)
- 2019년: 높이 나는 새 (High Flying Bird)
- 2018년: 언세인 (Unsane)
- 2017년: 로건 럭키 (Logan Lucky)
- 2013년: 쇼를 사랑한 남자 (Behind the Candelabra)
- 2013년: 사이드 이펙트 (Side Effects)
- 2012년: 매직 마이크 (Magic Mike)
- 2012년: 헤이와이어 (Haywire)
- 2011년: 컨테이젼 (Contagion)
- 2010년: 앤 에브리씽 이즈 고잉 파인 (And Everything Is Going Fine)
- 2009년: 인포먼트 (The Informant!)
- 2009년: 걸프렌드 익스피리언스 (The Girlfriend Experience)
- 2008년: 체 게바라: 1부 아르헨티나 (Che : The Arhentine)
- 2008년: 체 게바라: 2부 게릴라 (Che : Guerrilla)
- 2007년: 오션스 13 (Ocean's Thirteen)
- 2006년: 굿 저먼 (The Good German)
- 2005년: 버블 (Bubble)
- 2004년: 오션스 트웰브 (Ocean's Twelve)
- 2004년: 에로스 (Eros)
- 2002년: 솔라리스 (Solaris)
- 2002년: 풀 프론탈 (Full Frontal)
- 2001년: 오션스 일레븐 (Ocean's Eleven)
- 2000년: 에린 브로코비치 (Erin Brockovich)
- 2000년: 트래픽 (Traffic)
- 1999년: 라이미 (The Limey)
- 1998년: 조지 클루니의 표적 (Out of Sight)
- 1996년: 그레이스 어네토미 (Gray's Anatomy)
- 1995년: 심층 (The Underneath)
- 1993년: 리틀 킹 (King of the Hill)
- 1991년: 카프카
- 1989년: 섹스 거짓말 그리고 비디오테이프 (Sex, Lies and Videotapes)

## 각본
- 2008년: 레더헤즈 (Leatherheads)
- 2004년: 에로스 (Eros)
- 2002년: 솔라리스 (Solaris)
- 1993년: 리틀 킹 (King of the Hill)
- 1989년: 섹스 거짓말 그리고 비디오테이프 (Sex, Lies and Videotapes)

## 제작
- 2011년: 컨테이젼 (Contagion)
- 2009년: 솔리터리 맨 (Solitary Man)
- 2008년: 체 1부 : 아르헨티나 (Che : The Arhentine)
- 2008년: 체 2부 : 게릴라 (Che : Guerrilla)
- 2007년: 오션스 13 (Ocean's Thirteen)
- 2006년: 굿 저먼 (The Good German)
- 2005년: 굿나잇, 앤 굿 럭 (Good Night, and Good Luck)
- 2005년: 그녀가 모르는 그녀에 관한 소문 (Rumor Has It)
- 2005년: 더 재킷 (The Jacket)
- 2005년: 버블 (Bubble)
- 2004년: 오션스 트웰브 (Ocean's Twelve)
- 2002년: 웰컴 투 콜린우드 (Welcome to Collinwood)
- 1998년: 플레전트 빌 (Pleasantville)

## 촬영
- 2017년: 로건 럭키 (Logan Lucky)
- 2011년: 헤이와이어 (Haywire)
- 2009년: 걸프렌드 익스피리언스 (The Girlfriend Experience)
- 2009년: 인포먼트 (The Informant!)
- 2008년: 체 게바라: 1부 아르헨티나 (Che : The Arhentine)
- 2006년: 굿 저먼 (The Good German)
- 2005년: 버블 (Bubble)
- 2004년: 에로스 (Eros)
- 2004년: 오션스 트웰브 (Ocean's Twelve)
- 2002년: 솔라리스 (Solaris)
- 2002년: 풀 프론탈 (Full Frontal)
- 2001년: 오션스 일레븐 (Ocean's Eleven)
- 2000년: 트래픽 (Traffic)

## 편집
- 2017년: 로건 럭키 (Logan Lucky)
- 2009년: 걸프렌드 익스피리언스 (The Girlfriend Experience)
- 2006년: 굿 저먼 (The Good German)
- 2005년: 버블 (Bubble)
- 2002년: 솔라리스 (Solaris)
- 1993년: 리틀 킹 (King of the Hill)
- 1991년: 카프카
- 1989년: 섹스 거짓말 그리고 비디오테이프 (Sex, Lies and Videotapes)

## 기획
- 2002년: 인썸니아 (Insomnia)
- 2002년: 파 프롬 헤븐 (Far from Heaven)
- 2002년: 컨페션 (Confessions of a Dangerous Mind)